# Мойсанит
Мойсанитът, или моасанит, е рядък минерал от класа на природните карбиди със състав SiC (силициев карбид). Образува малки безцветни кристали с диамантен блясък. Природният мойсанит е открит в нищожни количества в някои видове метеорити, както и находища на съединението силициев карбид и в кимбърлита. През последните години са разработени технологии за синтезиране на големи по размери монокристали на мойсанита, които се използват за имитация на диаманти.
Той кристализира в хексагонална форма до големина от 5 мм. Безцветен е, когато е чист химически, но има различен цвят при наличието на примеси като азот (дава зелен оттенък), алуминий (син) или бор (черен).

## История
За първи път е открит в естествен вид от Фердинанд Фредерик Анри Моасан през 1893, когато той изследва ментеорит в Аризона. При това той открива, че той се състои от силициев калбид. В края на XX век са разработени технологии за нарастване на синтетични кристали с големи размери, които се използват в областта на електрониката и бижутерията.

## Свойства
Мойсанитът е един от най-твърдите намиращи се в естествено състояние субстанции, като само диамантът е по-твърд. Диамантът има твърдост по Моос 10, а мойсанитът 9 до 9,5. Освен това за разлика от диаманта е двойно-пречупващ светлината. Естествените кристали, намирани в природата, са рядко по-големи от 1 мм, като в Израел е намерен екземпляр с дължина 4,1 мм.